# Ordre de bataille de l'opération Spring
 (juin 2022).
Le contenu est difficilement compréhensible vu les erreurs de traduction, qui sont peut-être dues à l'utilisation d'un logiciel de traduction automatique.
L'ordre de bataille de l'opération Spring regroupe toutes les informations disponibles permettant de connaître les forces en présence lors de cette opération

## Échelle de commandement

### Forces alliées

#### Commandement supérieur
General (général d'armée) Dwight D. Eisenhower (US) - Commandant suprême des Forces expéditionnaires alliées
General (général d'armée) Sir Bernard Montgomery (GB) - Commandant en chef des Forces terrestres
Lieutenant-general (général de corps d'armée) Miles Dempsey (GB) - Commandant de la 2e Armée britannique
Lieutenant-general (général de corps d'armée) Guy Simonds (CAN) - Commandant du 2e Corps d’armée canadien
Brigadier (général de brigade) N. E. Rodger - Chef d’état-major
Brigadier (général de brigade) H. V. D. Laing - Adjudant et Quartier-maître général adjoint

#### Commandement opérationnel canadien
Lieutenant-colonel... - 12e Manitoba Dragoons (18e Régiment de véhicules blindés)
Brigadier (général de brigade) A. B. Matthews - Commandant de l’Artillerie royale du corps d’armée
Lieutenant-colonel Geoffrey Walsh - Commandant du Génie royal du corps d’armée

Major-general (général de division) Charles Foulkes (CAN) - Commandant de la 2e Division d'infanterie canadienne
Lieutenant-colonel C. R. Archibald - Officier d’état-major général
Lieutenant-colonel L.-A. Déziel - Quartier-maître général
Lieutenant-colonel... - commandant le 14e Canadian Hussars (en) (8e régiment de reconnaissance)
Lieutenant-colonel... - commandant le... (mitrailleuses) support
Brigadier (général de brigade) Lett - commandant la 4e brigade d’infanterie
Brigadier (général de brigade) W. J. Megill - commandant la 5e brigade d’infanterie
Brigadier (général de brigade) Hugh Andrew Young - commandant la 6e brigade d’infanterie
Brigadier (général de brigade) R. H. Keefler - commandant l'Artillerie royale divisionnaire
Brigadier (général de brigade)... - commandant le Génie royal divisionnaire

Major-general (général de division) Rodney Keller (CAN) - Commandant de la 3e Division d'infanterie canadienne
Lieutenant-colonel J. D. Mingay - Officier d’état-major général
Lieutenant-colonel E.-A. Côté - Quartier-maître général
Lieutenant-colonel... - commandant le 17e Duke of York's Royal Canadian Hussars (en) (7e régiment de reconnaissance)
Lieutenant-colonel... - commandant The Cameron Highlanders of Ottawa (mitrailleuses) support
Brigadier (général de brigade) H. W. Foster - commandant la 7e brigade d’infanterie
Brigadier (général de brigade) K. G. Blackader - commandant la 8e brigade d’infanterie
Brigadier (général de brigade) D. G. Cunningham - commandant la 9e brigade d’infanterie
Brigadier (général de brigade) P. A. S. Todd - commandant l'Artillerie royale divisionnaire
Brigadier (général de brigade)... - commandant le Génie royal divisionnaire

Brigadier (général de brigade) R. A. Wyman - Commandant la 2e brigade blindée

#### Commandement opérationnel britannique
Les troupes anglaises sont détachées pour l'opération du 1er Corps d'armée britannique aux ordres du 2e Corps d'armée canadien. (voir ci-dessus)
Lieutenant-colonel... - Commandant de l’artillerie royale du corps d’armée
Lieutenant-colonel... - Commandant du génie royal du corps d’armée

Major-général (général de division) G. L. Verney - Commandant de la 7e division blindée (Rats du Dessert)
Lieutenant-colonel... - commandant le 11e Hussars regiment (reconnaissance) (Daimler)
Lieutenant-colonel... - commandant le 8e King’s Royal Irish Hussars (reconnaissance) (cromwell)
Lieutenant-colonel... - commandant The Royal Northumberland Fusiliers (support)
Brigadier (général de brigade)... - commandant la 22e Brigade blindée
Brigadier (général de brigade)... - commandant la 131e Brigade d'infanterie
Brigadier (général de brigade)... - commandant l'artillerie royale divisionnaire
Brigadier (général de brigade)... - commandant le génie royal divisionnaire

Major-général (général de division) Sir Allan H.S. Adair - Commandant de la Division blindée des Guards britanniques
Lieutenant-colonel... - commandant le 2e Welsh Guards (reconnaissance)
Lieutenant-colonel... - commandant le 1er Co. Northumberland Fusilliers (support)
Brigadier (général de brigade)... - commandant la 5e Brigade blindée de la Garde
Brigadier (général de brigade)... - commandant la 32e Brigade d’infanterie de la Garde
Brigadier (général de brigade)... - commandant l'artillerie royale divisionnaire
Brigadier (général de brigade)... - commandant le génie royal divisionnaire

### Forces allemandes

#### Commandement supérieur
Führer (guide) Adolf Hitler - commandant suprême des forces armées
Generalfeldmarschall (maréchal)  Wilhelm Keitel - haut commandant des forces armées plutôt responsable du théâtre d'opération ouest
Generalfeldmarschall (maréchal) von Kluge - commandant en chef du théâtre d'opération ouest et commandant du Groupe d'armées B
General (général d'armée) Speidel - Chef d'état-major
SS-obergruppenführer (général d'armée-SS) Paul Hausser - commandant de la VIIe armée allemande
General (général d'armée) Pemsel - Chef d'état-major
General der Panzertruppe (général d'armée) Heinrich Eberbach - commandant du 5e groupe Panzer ouest
SS-oberstgruppenführer (général de groupe d'armée SS) Sepp Dietrich - commandant de la 1re SS-Panzerkorps
SS-oberstgruppenführer (général de groupe d'armée SS) Wilhelm Bittrich – commandant de la 2e SS-Panzerkorps

#### Commandement opérationnel1erSS-Panzerkorps
SS-brigadeführer (général de division SS) Theodor Wisch - commandant de la 1er SS Panzerdivision Leibstandarte Adolf Hitler
SS-Brigadeführer (général de division SS) Wilhelm Mohnke - chef d'état-major divisionnaire
SS-Standartenführer (colonel SS) Joachim Peiper - commandant le 1er SS-régiment de Panzer Leibstandarte Adolf Hitler
SS-Sturmbannführer (commandant SS)  Albert Frey - commandant le 1er SS-régiment de Panzer-grenadier Leibstandarte Adolf Hitler
SS-Obersturmbannführer (lieutenant-colonel SS) Rudolf Sandig - commandant le 2e SS-régiment de Panzer-grenadier Leibstandarte Adolf Hitler
SS-Standartenführer (colonel SS) Franz Steineck - commandant le 1er SS-régiment d'artillerie de campagne
SS-Sturmbannführer (commandant SS) Klaus Besch - commandant le 1er SS-régiment de lance-roquettes (neubelwerfer)

SS-brigadeführer (général de division SS) Sylvester Stadler – commandant la 9e SS Panzerdivision Hohenstaufen
SS-Brigadeführer (général de division SS)... - chef d'état-major divisionnaire
SS-Obersturmbannführer (lieutenant-colonel SS) Otto Meyer - commandant le kampfgruppe Meyer et du 9e SS-régiment de Panzer Hohenstaufen
SS-Obersturmbannführer (lieutenant-colonel SS) Emil Zollhöfer - commandant le kampfgruppe Zollhöfer et du 19e SS-régiment de Panzer-grenadier  Hohenstaufen
SS-Obersturmbannführer (lieutenant-colonel SS) Wiehle - commandant le régiment d'artillerie de campagne

SS-oberführer (général de brigade SS)  Kurt Meyer – commandant la 12e SS Panzerdivision Hitlerjugend
SS-Brigadeführer (général de division SS)... - chef d'état-major divisionnaire
SS-Obersturmbannführer (lieutenant-colonel SS)... - commandant le 12e SS-régiment de Panzer Hitlerjugend
SS-Obersturmbannführer (lieutenant-colonel SS)... - commandant le 25e SS-régiment de Panzer-grenadier Hitlerjugend
SS-Obersturmbannführer (lieutenant-colonel SS)... - commandant le 26e SS-régiment de Panzer-grenadier Hitlerjugend
SS-Obersturmbannführer (lieutenant-colonel SS)... - commandant le 12e SS-régiment d'artillerie de campagne

Generalleutnant (général de corps d'armée) Heinrich Freiherr von Lüttwitz – commandant la 2e Panzerdivision
Generalmajor (général de division)... - chef d'état-major divisionnaire
Major (commandant) Werner Sterz - commandant le kampfgruppe Sterz et le 2e régiment de Panzer
Oberstleutnant (lieutenant-colonel)... - commandant le 2e régiment de Panzer-grenadier
Oberstleutnant (lieutenant-colonel)... - commandant le 304e régiment de Panzer-grenadier
Oberstleutnant (lieutenant-colonel)... - commandant le 74e régiment d'artillerie de campagne

Generalleutnant (général de corps d'armée) Friedrich-Auguste Schack – commandant la 272e division d'infanterie
Generalmajor (général de division)... - chef d'état-major divisionnaire
Oberst (colonel) Ewald Burian - commandant le 980e régiment de grenadiers
Major (commandant) Edwin Bodsch - commandant le 981e régiment de grenadiers
Oberstleutnant (lieutenant-colonel) Paul Roesener - commandant le 982e régiment de grenadiers
Oberstleutnant (lieutenant-colonel) August Wilbrandt - commandant le 272e régiment d'artilleries de campagne

General (général d’armée) Gerhard von Schwerin – commandant la 116e Panzerdivision
Generalmajor (général de division)... - chef d'état-major divisionnaire
Oberstleutnant (lieutenant-colonel)... - commandant le 176e régiment de Panzer
Oberstleutnant (lieutenant-colonel)... - commandant le 60e régiment de Panzer-grenadier
Oberstleutnant (lieutenant-colonel)... - commandant le 156e régiment de Panzer-grenadier
Oberstleutnant (lieutenant-colonel)... - commandant le 146e régiment d'artillerie de campagne

#### Commandement opérationnel2eSS-Panzerkorps
SS-gruppenführer (général de corps d'armée SS) Heinz Harmel – commandant la 10e SS Panzerdivision Frundsberg
SS-Brigadeführer (général de division SS)... - chef d'état-major divisionnaire
SS-Obersturmbannführer (lieutenant-colonel SS)... - commandant le 10e SS-régiment de Panzer Frundsberg
SS-Obersturmbannführer (lieutenant-colonel SS)... - commandant le 21e SS-régiment de Panzer-grenadier Frundsberg
SS-Obersturmbannführer (lieutenant-colonel SS)... - commandant le 22e SS-régiment de Panzer-grenadier Frundsberg
SS-Obersturmbannführer (lieutenant-colonel SS)... - commandant le 10e SS-régiment d'artillerie de campagne

## Ordre de bataille
Toutes les unités mobilisées sont listées mais sont indiquées en italique les unités non engagées dans l'opération Spring du 25 au 27 juillet 1944.

### Forces canadiennes
Les désignations sont celles qu'autorisaient les « Ordonnances générales » à ce moment-là (sauf dans le cas de certaines modifications apportées dans l'intérêt de la concision et de l'uniformité, ou à titre de concessions à l'usage courant). La tradition militaire veut que ne soit pas traduit dans une autre langue le nom des unités porteuses d'histoire.

#### 2eCorps d’armée canadien
Prince Edward Island Light Horse (compagnie de défense)
12e Manitoba Dragoons (18e régiment de chars blindés)
6e régiment anti-chars
6e régiment anti-aérien léger

##### 2eDivision d'infanterie canadienne
14e Canadian Hussars (en) (8e Reconnaissance Regiment) (Compagnie de reconnaissance)
Toronto Scottish Regiment (mitrailleuses) (Compagnie d'appui feu)
4e brigade d'infanterie	
Royal Regiment of Canada (Lieutenant-colonel J. E. Ganong)
Royal Hamilton Light Infantry (Lieutenant-colonel Rockingham)
Essex Scottish Regiment (en) (Lieutenant-colonel B.J.S. Macdonald)
5e brigade d’infanterie
Black Watch (Royal Highland Regiment) of Canada (Lieutenant-colonel S. S. T. Cantlie - tué au combat le 25 juillet 1944)
Régiment de Maisonneuve (Lieutenant-colonel H.-L. Bisaillon)
Calgary Highlanders (Lieutenant-colonel D. G. MacLauchlan)
6e brigade d’infanterie			
Fusiliers Mont-Royal (Lieutenant-colonel J. Guy Gauvreau)
Queen's Own Cameron Highlanders of Canada (Lieutenant-colonel Norman Hugh Ross)
South Saskatchewan Regiment (en) (Lieutenant-colonel F. A. Clift)
Artillerie Royale
4e Régiment de campagne
5e Régiment de campagne
6e Régiment de campagne
2e Régiment anti-chars
3e Régiment anti-aérien léger

##### 3eDivision d'infanterie canadienne
17e Duke of York's Royal Canadian Hussars (7e régiment de reconnaissance)
Cameron Highlanders of Ottawa (mitrailleuses) (Compagnie d'appui feu)
7e brigade d’infanterie 
Royal Winnipeg Rifles (Lieutenant-colonel John M. Meldram)
Regina Rifle Regiment (Lieutenant-colonel Matheson)
Canadian Scottish Regiment (Lieutenant-colonel F. N. Cabeldu)
8e brigade d’infanterie 
Queen's Own Rifles of Canada (Lieutenant-colonel J. G. Spragge)
Régiment de la Chaudière (Lieutenant-colonel J. E. G. Paul Mathieu)
North Shore (New Brunswick) Regiment (Lieutenant-colonel D. B. Buell)
9e brigade d'infanterie
The Highland Light Infantry of Canada (Lieutenant-colonel F. M. Griffiths - tué au combat le 25 juillet 1944)
The Stormont, Dundas and Glengarry Highlanders (Lieutenant-colonel Gordon)
The North Nova Scotia Highlanders (Major J. D. Learment)
Artillerie Royale
12e Régiment de campagne
13e Régiment de campagne
14e Régiment de campagne
3e Régiment anti-chars
4e Régiment anti-aérien léger

##### 2eBrigade blindée canadienne
1er Hussard (6e régiment blindé) (Lieutenant-colonel R. J. Colwell)
Fort Garry Horse (10e régiment blindé) (Lieutenant-colonel R. E. A. Morton)
Fusiliers de Sherbrooke (27e régiment blindé) (Lieutenant-colonel M. B. K. Gordon)

### Forces britanniques
Toutes les unités mobilisées sont listées mais sont indiquées en italique les unités non engagées dans l'opération Spring du 25 au 27 juillet 1944.

#### 1erCorps d'armée britannique
Seules figurent les divisions qui ont participé à l'opération

##### 7edivisionblindée (Royaume-Uni)
11e Hussars regiment (reconnaissance) (Daimler)
8e King’s Royal Irish Hussars (reconnaissance) (cromwell)
Royal Northumberland Fusiliers (support)
22e Armoured brigade (Brigadier H. T. B. Cracroft)
1er Royal Tank regiment (cromwell)
5e Royal Tank regiment (sherman)
5e Inniskilling Dragoon
1er Rifle brigade
131e brigade d'infanterie (Brigadier E. C. Pepper)
1/5e Queen’s Royal
1/6e Queen’s Royal
1/7e Queen’s Royal
Artillerie Royale
3e Royal Horse artillery regiment
5e Royal Horse artillery regiment
65e Norfolk Yeomanry anti-tank regiment
15e light anti-aircraft regiment

##### Division blindée des Guards
2e Welsh Guards (reconnaissance)
1er Co. Northumberland Fusilliers
5e Brigade blindée de la Garde (en)
1er Grenadier Guards
2e Grenadier Guards
1er Coldstream Guards
2e Irish Gtuards
32e Brigade d’infanterie de la Garde
1er Welsh Guards
3e Irish Guards
5e Coldstream Guards
Artillerie Royale
55e Field artillery regiment
153e Field artillery regiment
21e anti-tank regiment
94e light anti-aircraft regiment

### Forces allemandes
Toutes les unités mobilisées sont listées mais sont indiquées en italique les unités non engagées dans l'opération Spring du 25 au 27 juillet 1944.

#### 1er SS-Panzerkorps

##### 272edivisiond'infanterie
État-major divisionnaire
272e bataillon de fusiliers (Major Gerhard Thuermer)
980e régiment de grenadiers (Oberst Ewald Burian)
I/980e bataillon de Panzer-grenadier
II/980e bataillon de Panzer-grenadier
III/980e bataillon de Panzer-grenadier
981e régiment de grenadiers (Major Edwin Bodsch)
I/981e bataillon de Panzer-grenadier
II/981e bataillon de Panzer-grenadier
III/981e bataillon de Panzer-grenadier
982e régiment de grenadiers (Oberstleutnant Paul Roesener)
I/982e bataillon de Panzer-grenadier
II/982e bataillon de Panzer-grenadier
III/982e bataillon de Panzer-grenadier
Unités divisionnaires
272e régiment d'artillerie (Oberstleutnant August Wilbrandt)
272e bataillon de chasseurs de chars équipé d'anti-chars propulsés de 75 mm (Hauptmann Fritz Adrano)

##### 116ePanzergrenadier Division
État-major divisionnaire
116e bataillon de Panzer de reconnaissance
228e bataillon de chasseurs de chars
176e régiment de Panzer
I/176e bataillon de Panzer
II/176e bataillon de Panzer
60e régiment de Panzer-grenadier
I/60e bataillon de Panzer-grenadier
II/60e bataillon de Panzer-grenadier
III/60e bataillon de Panzer-grenadier
156e régiment de Panzer-grenadier
I/156e bataillon de Panzer-grenadier
II/156e bataillon de Panzer-grenadier
III/156e bataillon de Panzer-grenadier
Unités divisionnaires
146e régiment d'artillerie de campagne
I/146e batterie
II/146e batterie
281e bataillon anti-aérien

##### 1erSS-PazerdivisionLeibstandarte Adolf Hitler
État-major divisionnaire (Wilhelm Mohnke)
1er SS-régiment de Panzer Leibstandarte Adolf Hitler (Joachim Peiper) 
I/1er SS-bataillon de Panzer (67 Panther)
II/1er SS-bataillon de Panzer (103 Panzer IV)
1er SS-régiment de Panzer-Grenadier Leibstandarte Adolf Hitler (Albert Frey) 
I/1er SS-bataillon motorisé de Grenadier
II/1er SS-bataillon motorisé de Grenadier
III/1er SS-bataillon motorisé de Grenadier
2e SS-régiment de Panzer-Grenadier Leibstandarte Adolf Hitler (Rudolf Sandig) 
I/2e SS-bataillon motorisé de Grenadier
II/2e SS-bataillon motorisé de Grenadier
III/2e SS-bataillon motorisé de Grenadier
Unités divisionnaires
1er SS-bataillon blindé de reconnaissance (Gustav Knittel)
1er SS-bataillon blindé d'assaut (45 chars Sturmgeschütz) (Heinrich Heimann)
1er SS-bataillon anti-aérien (3 batteries de 88mm et 2 batteries de 37mm) (Hugo Ullerich)
1er SS-bataillon motorisé du génie (Gerd Steinert)
1er SS-régiment d'artillerie (Franz Steineck) 
1er SS-bataillon d'artillerie (2 batteries de 105mm Wespe et 1 batterie de 150mm Hummel)
2er SS-bataillon d'artillerie (2 batteries tractées de 105mm)
3er SS-bataillon d'artillerie (2 batteries tractées de 105mm et 1 batterie tractée de 100mm)
1er SS-régiment de Werfer (3 batteries tractées de 150mm) (Klaus Besch)

##### 9eSS-PanzerdivisionHohenstaufen
État-major divisionnaire
Kampfgruppe Meyer
9e régiment de SS-Panzer (SS-Obersturmbannführer Otto Meyer) (blindés)
20e régiment de SS-Panzergrenadier (SS-Sturmbannführer R. Gruber) (grenadiers)
3e bataillon de SS-Panzergrenadier (grenadiers)
9e bataillon de SS-Panzer du génie  (SS-Sturmbannführer P. Monich) (utilisé comme infanterie)
Kampfgruppe Zollhöfer
9e bataillon de SS-Panzer de reconnaissance (SS-Hauptsturmführer Victor Gräbner)
19e régiment de SS-Panzergrenadier (SS-Obersturmbannführer Emil Zollhöfer)
1er bataillon de SS-Panzergrenadier
2e bataillon de SS-Panzergrenadier
20e régiment de SS-Panzergrenadier 
4e bataillon de SS-Panzergrenadier
Unités divisionnaires
9e régiment de SS-Panzer d'artillerie (SS-Obersturmbannführer Wiehle) (artillerie)
9e bataillon de SS-Sturmgeschütz (artillerie)
9e bataillon de SS-anti-aérien (SS-Sturmbannführer Loeniker) (anti-aérien)
9e bataillon de SS-chasseurs de chars

##### 12eSS-PanzerdivisionHitlerjugend
État-major divisionnaire
12e SS-régiment de Panzer Hitlerjugend
I/12e SS-bataillon de Panzer
II/12e SS-bataillon de Panzer
25e SS-régiment de Panzer-Grenadier Hitlerjugend
I/25e SS-bataillon motorisé de Grenadier
II/25e SS-bataillon motorisé de Grenadier
III/25e SS-bataillon motorisé de Grenadier
26e SS-régiment de Panzer-Grenadier Hitlerjugend
I/26e SS-bataillon motorisé de Grenadier
II/26e SS-bataillon motorisé de Grenadier
III/26e SS-bataillon motorisé de Grenadier
Unités divisionnaires
12e SS-bataillon de reconnaissance
12e SS-bataillon de motocyclistes
12e SS-régiment d'artillerie
1er SS-bataillon d'artillerie
2e SS-bataillon d'artillerie
3e SS-bataillon d'artillerie
12e SS-bataillon de chasseurs de chars
12e SS-bataillon anti-aérien
12e SS-bataillon Nebelwerfer (lance-roquettes)
12e SS-bataillon motorisé du génie

##### 2ePanzerdivision
État-major divisionnaire
3e régiment de Panzer
I/3e bataillon de Panzer
II/3e bataillon de Panzer
2e régiment de Panzer-Grenadier
I/3e bataillon de Panzer-grenadier
II/3e bataillon de Panzer-grenadier
III/3e bataillon de Panzer-grenadier
304e régiment de Panzer-Grenadier
I/304e bataillon de Panzer-grenadier
II/304e bataillon de Panzer-grenadier
III/304e bataillon de Panzer-grenadier
Unités divisionnaires
2e bataillon de Panzer de reconnaissance
74e régiment d'artillerie
I/74e bataillon d'artillerie
II/74e bataillon d'artillerie
III/74e bataillon d'artillerie
38e bataillon de chasseurs de chars
273e bataillon anti-aérien
38e bataillon du génie

#### 2e SS-Panzerkorps

##### 10eSS-PanzerdivisionFrundsberg
État-major divisionnaire
10e régiment de SS-Panzer Frundsberg
I/10e bataillon de SS-Panzer
II/10e bataillon de SS-Panzer
21e régiment de SS-Panzer-grenadier Frundsberg
I/21e bataillon de SS-Panzer-grenadier
II/21e bataillon de SS-Panzer-grenadier
III/21e bataillon de SS-Panzer-grenadier
22e régiment de SS-Panzer-grenadier Frundsberg
I/22e bataillon de SS-Panzer-grenadier
II/22e bataillon de SS-Panzer-grenadier
III/22e bataillon de SS-Panzer-grenadier
Unités divisionnaires
10e bataillon de SS-Panzer de reconnaissance
10e bataillon de SS-Panzer du génie
10e régiment de SS-Panzer d'artillerie
I/10e bataillon de SS-Panzer d'artillerie
II/10e bataillon de SS-Panzer d'artillerie
III/10e bataillon de SS-Panzer d'artillerie

## Composition des unités

### Forces canadiennes
À la différence des unités allemandes, les unités alliés possèdent toujours leur composition théorique, les pertes en hommes et en matériel étant systématiquement remplacées par les dépôts stratégiques. 

#### Division d'infanterie
État-major divisionnaire
...
Échelon divisionnaire
Compagnies de commandement
Administration
Communication
Matériel
Transport
Santé
...
Compagnies divisionnaires
Reconnaissance
Support (mitrailleuses)
...
Échelon de combat (Fighting echelon)
Brigade - 3 brigades par division
Bataillon - 3 bataillons par brigade
Échelon d'appui
Artillerie royale
Régiment de campagne - 3 régiments par division
Batterie - 3 batteries par régiment
Régiment anti-chars - 1 régiment par division
Batterie - 3 batteries par régiment
Régiment anti-aérien léger - 1 régiment par division
Batterie - 3 batteries par régiment
Génie royal
Compagnie de campagne - 3 compagnies par division
...

### Forces Britanniques
À la différence des divisions blindées britanniques, les divisions blindées canadiennes sont souvent éclatées en bataillons et chaque bataillon est mis à disposition d'une brigade d'infanterie.

#### Division blindée indépendante
État-major divisionnaire
...
Échelon divisionnaire
Compagnies de commandement
Administration
Communication
Matériel
Transport
Santé
...
Compagnies divisionnaires
Reconnaissance
Support (mitrailleuses)
...
Échelon de combat (Fighting echelon)
Brigade - 2 brigades par division
Bataillon - 3 bataillons par brigade
Échelon d'appui
Artillerie royale
Régiment de campagne - 2 régiments par division
Batterie - 3 batteries par régiment
Régiment anti-chars - 1 régiment par division
Batterie - 3 batteries par régiment
Régiment anti-aérien leger - 1 régiment par division
Batterie - 3 batteries par régiment
Génie royal
Compagnie de campagne - 3 compagnies par division
...

### Forces allemandes
Formation théorique des unités engagées en Normandie. Ces formations ne correspondent pas exactement à la théorie militaire allemande du fait des ponctions faites pour alimenter le front est.

#### Division d'infanterie
État-major divisionnaire
...
Échelon divisionnaire
Compagnies de commandement
Administration
Communication
Matériel
Transport
Santé
...
Compagnies divisionnaires
Reconnaissance
Fusiliers
...
Échelon de combat
Régiment de grenadiers - 3 régiments par division
Bataillon - 3 bataillons par régiment
Échelon d'appui
Artillerie de campagne
Régiment de campagne - 1 régiments par division
Bataillon - 3 bataillons par régiment
Régiment de lance-roquettes (nebelwerfer) - 1 régiment par division
Bataillon - 1 bataillon par régiment
Bataillon chasseurs de chars - 1 bataillon par division
Bataillon anti-aérien - 1 bataillon par division
Bataillon du génie - 1 bataillon par division

#### Division de Panzer ou de Panzer-grenadier
La différence entre les deux types de divisions réside dans le fait que les grenadiers sont blindés dans une division Panzer et uniquement portés dans une division de Panzer-grenadier
État-major divisionnaire
...
Échelon divisionnaire
Compagnies de commandement
Administration
Communication
Matériel
Transport
Santé
...
Compagnies divisionnaires
Reconnaissance
...
Échelon de combat
Régiment de Panzer - 1 régiment par division
Bataillon - 2 bataillons par régiment
Régiment de grenadiers - 2 régiment par division
Bataillon - 3 bataillons par régiment
Échelon d'appui
Artillerie de campagne
Régiment de campagne - 1 régiments par division
Bataillon - 3 bataillons par régiment
Régiment de lance-roquettes (nebelwerfer) - 1 régiment par division
Bataillon - 1 bataillon par régiment
Bataillon chasseurs de chars - 1 bataillon par division
Bataillon anti-aérien - 1 bataillon par division
Bataillon du génie - 1 bataillon par division